# Чикаго Уайт Сокс
«Чикаго Уайт Сокс» (англ. Chicago White Sox) — американский профессиональный бейсбольный клуб, базирующийся в городе Чикаго, Иллинойс. Выступает в Главной лиге бейсбола как представитель центрального дивизиона Американской лиги. Команда принадлежит Джерри Райнсдорфу и играет свои домашние игры на стадионе «Гуарантид Рейт Филд», расположенный в южной части Чикаго. «Уайт Сокс» — одна из двух команд Главной лиги бейсбола, базирующихся в Чикаго, вторая — «Чикаго Кабс» из центрального дивизиона Национальной лиги.

## Достижения

### Победы в Мировой серии
| Сезон | Менеджер      | Результат регулярного сезона | Соперник в МС     | Счёт в МС | Ссылки |
| 1906  | Филдер Джонс  | 93–58                        | Чикаго Кабс       | 4–2       | [ 1 ]  |
| 1917  | Пантс Роуленд | 100–54                       | Нью-Йорк Джайентс | 4–2       | [ 2 ]  |
| 2005  | Оззи Гильен   | 99–63                        | Хьюстон Астрос    | 4–0       | [ 3 ]  |

### Чемпионства в Американской лиге
Note: Чемпионская серия Американской лиги началась в 1969 году
| Сезон | Менеджер      | Результат регулярного сезона | Второе место в АЛ/Соперник в ЧСАЛ | GB/Результат ЧСАЛ | Ссылки |
| 1901  | Кларк Гриффит | 83–53                        | Бостон Американс                  | 4.0               | [ 4 ]  |
| 1906  | Филдер Джонс  | 93–58                        | Нью-Йорк Хайлендерс               | 3.0               | [ 1 ]  |
| 1917  | Пантс Роуленд | 100–54                       | Бостон Ред Сокс                   | 9.0               | [ 2 ]  |
| 1919  | Кид Глисон    | 88–52                        | Кливленд Индианс                  | 3.5               | [ 5 ]  |
| 1959  | Эл Лопес      | 94–60                        | Кливленд Индианс                  | 5.0               | [ 6 ]  |
| 2005  | Оззи Гильен   | 99–63                        | Лос-Анджелес Энджелс              | 4–1               | [ 3 ]  |